# Tyne Daly
Ellen Tyne Daly, född 21 februari 1946 i Madison i Wisconsin, är en amerikansk TV-, teater- och filmskådespelerska.
Tyne Dalys mest kända roll är som Mary Beth Lacey i kriminalserien Cagney och Lacey (1981–1988). Hon spelar rollen som Maxine Gray i TV-serien Vem dömer Amy? (1999–2005). Tyne Daly är syster till skådespelaren Tim Daly.

## Filmografi
- 1968 – The Virginian (TV-serie) (avsnittet "The Men from Shiloh")
- 1969–1972 – Gänget (TV-serie) (två avsnitt)
- 1969 – John och Mary
- 1970 – Brottsplats: San Francisco (TV-serie) (avsnittet "The People Against Judge McIntire")
- 1971 – På farligt uppdrag (TV-serie) (avsnittet "Nerves")
- 1971 – McMillan & Wife (TV-serie) (avsnittet "Husbands, Wives, and Killers")
- 1974 – San Francisco (TV-serie) (avsnittet "Commitment")
- 1976 – Hårdingen
- 1977 – Telefon
- 1980–1982 – Quincy M.E. (TV-serie) (tre avsnitt)
- 1981–1988 – Cagney och Lacey (TV-serie) (126 avsnitt)
- 1982 – Magnum (TV-serie) (avsnittet "The Jororo Kill")
- 1992–1994 – Columbo (TV-serie) (två avsnitt)
- 1991 – Vingar (TV-serie) (avsnittet "My Brother's Keeper")
- 1999–2005 – Vem dömer Amy? (TV-serie) (138 avsnitt)
- 2009 – Grey's Anatomy (TV-serie) (avsnittet "Sympathy for the Devil")
- 2010 – Burn Notice (TV-serie) (avsnittet "A Dark Road")
- 2014 – Modern Family (TV-serie) (avsnittet "Won't You Be Our Neighbor")